# Daniela Aedo
Daniela Aedo (12 février 1995 à Mexico) est une actrice mexicaine.

## Biographie
Elle a toujours vécu à Mexico, bien que sa mère et toute la famille étaient de Jalisco.

## Filmographie
Télévision
- 2009 : Mi pecado : Lucrecia Cordova Pedraza (enfant)
- 2006 : Monster House : jeune enfant (voix)
- 2006 : La Famille Peluche : Maite
- 2005 : Plaza Sésamo : Dany
- 2005 : Contra viento y marea : Sandra Serrano Rudelle (enfant)
- 2003-2005 : Mujer, casos de la vida real (3 épisodes)
- 2004-2006 : Rebelde (telenovela) : Florencia
- 2002 : ¡Vivan los niños! : Marisol Luna
- 2001 : Atrévete a olvidarme : Andrea Rosales (enfant)
- 2000-2001 : Carita de ángel Dulce María Larios

## Disques
- Carita de ángel (2000)
- ¡Vivan los niños! (2002)